# 浦熙修
浦熙修（1910年10月29日—1970年4月23日），原名浦媐修，江苏省嘉定县嘉定镇（今属上海市）人，中华民国及中华人民共和国时期记者。

## 生平
浦熙修幼年在嘉定私立企云小学学习。8岁时，随家迁居北京。此后，她先后在北京女子高等师范学校附小和附中学习。因家庭经济发生困难，浦熙修念完高中一年级便辍学。民国16年（1927年），浦熙修进入京华美术专门学校学习，并兼任北京女子高等师范学校附小教员。两年后，进入北京女子师范大学中文系学习。上大学时认识了袁子英，1932年两人结了婚。毕业后，担任志成中学语文教员。民国25年（1936年）春，随丈夫袁子英迁居南京，被推荐到《新民报》社从事广告、发行工作。因为文采好，不久便调任记者。
民国26年（1937年）抗日战争爆发，《新民报》迁往重庆。浦熙修经过周折，于民国28年（1939年）赴重庆，担任《新民报》采访部主任。1939年重庆被日本大轰炸后，搬到上清寺枣子南垭犹庄的史良家。当时，她同周恩来等中共领导人交往很多，并采写了许多所谓“闯祸新闻”，比如孔二小姐在日军攻占香港前夕以专机运送爱犬到重庆等。民国34年（1945年），中共中央主席毛泽东在重庆谈判期间会见了浦熙修。浦熙修对中共及各民主党派的和平建国主张进行了大量报道，指責中国国民党不顾和平、扩大内战。民国35年（1946年）春發生了“校场口事件”，浦熙修协同《新华日报》发动新闻工作者联名发表公开信，與中央通讯社作出了互相矛盾的報導。加入民盟的介绍人是史良和罗隆基。
民国35年（1946年）4月，浦熙修随《新民报》社迁回南京。6月23日，上海人民和平请愿代表赴南京，發生“下关惨案”，浦熙修数次突围被殴，受伤后还趴在雷洁琼身上保护她，结果再次被殴打。被送往医院只能侧卧在床，行动困难。来慰问的人士络绎不绝，因为随身携带的东西都被特务抢走了，新闻界朋友还送来钢笔、手表等。民国36年（1947年）5月，6000多名南京学生向国民参政会请愿，遭到政府镇压，酿成“五·二〇惨案”。浦熙修率《新民报》记者采访，以整版篇幅报道。1947年秋冬，和袁子英离婚登报启事。民国37年（1948年）7月，中华民国政府以“为匪宣传”的罪名，勒令《新民报》永久停刊。1948年11月，浦熙修被逮捕，起初关押在南京卫戍总部看守所，随后转移至宪兵司令部，最后转至国防部保密局特刑庭关押。坐了70天的牢，在周恩來、羅隆基等人营救下，浦熙修出狱。
1949年9月，浦熙修参加了中国人民政治协商会议第一届全体会议。开国大典当天，毛泽东当面赞扬“你是坐过班房的记者”。中华人民共和国成立后，浦熙修历任第二至第四届全国政协委员、《文汇报》副总编辑兼驻北京办事处主任、搬家住在文汇报驻京办事处灯市口朝阳胡同。中国民主同盟中央候补委员、全国妇联委员。抗美援朝战争期间，她曾三次赴抗美援朝前线慰问，回国之后到各地宣传抗美援朝的胜利。她还撰写了《朝鲜纪行》和《新疆纪行》等报告文学。
1957年7月1日《人民日报》发表社论《〈文汇报〉的资产阶级方向应当批判》是毛泽东亲自起草的，文中点了浦熙修的名。指羅隆基透過她在《文汇报》發表反動言論，她因此在反右运动中遭到批判，被打成“右派”，但她亦在批判大會上力鬥羅隆基。此后，浦熙修任全国政协文史资料委员会文化教育组副组长。1965年底，浦熙修诊断患有直肠癌。文化大革命爆发后，浦熙修受到迫害。1970年4月23日，浦熙修在北京病逝，享年60岁。
1981年1月，根据中共中央的决定，全国政协为浦熙修平反，并在政协礼堂为其举办了追悼会。

## 著作
- 《朝鲜纪行》
- 《新疆纪行》

## 家庭
- 父：浦友梧
- 母：黄庵岫
- 姐：浦洁修
- 弟：浦通修
- 妹：浦安修，彭德怀之妻
- 第一任丈夫：袁子英，祖籍湖北，毕业于北京的中法大学，和石评梅一起办过杂志。文笔很好，原是中学教员，后来到“神州国光社”北平分社做经理。“神州国光社”的背景是陈铭枢。民國時任行政院资源委员会华东矿务局副局长。1969年底病逝。
  - 女儿：袁冬林。为浦熙修和袁子英的孩子。
- 戀人：罗隆基。1946年初，浦熙修采访罗隆基而相識戀愛，因浦安修主張應與中共黨員結婚而未與罗結婚。（另一說，據章詒和《一片青山了此身——羅隆基素描》，乃是羅隆基情場做戲，勾吊浦熙修十多年，卻一直無意結婚。史良也曾經有意與羅隆基結婚，卻被拒絕。）[4][5]